# Vernon Dalhart

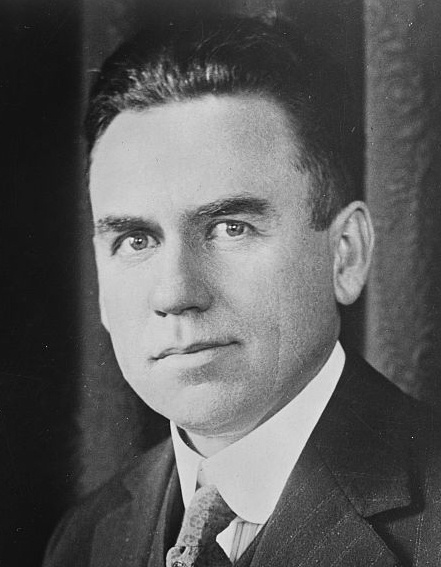
Vernon Dalhart

Vernon Dalhart (* 6. April 1883 in Jefferson, Texas als Marion Try Slaughter; † 14. September 1948 in Bridgeport, Connecticut) war ein US-amerikanischer Sänger und einer der ersten frühen Stars der Country-Musik.

## Leben

### Anfänge
Marion Try Slaughter entstammt einer wohlhabenden texanischen Rancherfamilie. Er arbeitete zunächst als Cowboy, um dann im Konservatorium von Dallas klassische Musik zu studieren. Im Jahre 1910 zog die Familie nach New York City, wo Vernon zunächst in einem Klavierhandel arbeitete. Hier legte er sich den Künstlernamen Vernon Dalhart (zusammengesetzt aus den texanischen Städten Vernon und Dalhart) zu. Schon 1912 begann seine Laufbahn als Opern- und Operetten-Tenor mit einer Nebenrolle in Puccinis Girl of the Golden West. Im Juni 1915 erschien sein Name erstmals im Edison Diamond Schallplattenkatalog, sodass angenommen wird, dass er zu jenem Zeitpunkt auch seine ersten Platten aufnahm. Zwischen 1916 und 1923 entstanden über 400 Operetten-Aufnahmen.

### Karriere
Die erste musikologisch registrierte Platte entstand im Dezember 1916 mit a Just Word of Sympathy. Erste Hitparadennotiz war Till The Clouds Roll By (Duett mit Kathryn Irving) vom August 1917, das einen 10. Platz erreichte. Seine ersten Country-Songs (die damals noch „Old Time Music“ oder „Hill Billy“ genannt wurden) entstanden im April 1918, Hush-a-bye Ma Baby mit Marion Evelyn Cox war der erste. Seine erste Session für Victor fand am 6. November 1918 statt, als er den Al-Jolson-Hit Rock-a-Bye Your Baby with a Dixie Melody aufnahm, die erst im Februar 1919 erschien.
Seit Februar 1918 nahm Dalhart auch für das Brunswick-Label auf. Am 24. Juni 1925 entstand für dieses Label in New York The Boston Burglar / Wild And Reckless Hobo.

Vernon Dalhart - The Prisoner's Song

Dalhart veröffentlichte konstant Schallplatten, oft parallel bei verschiedenen Plattenlabels, bis ihm schließlich der Durchbruch mit Wreck of the Old 97 / The Prisoner’s Song gelang. Die erste hiervon aufgenommene Version für Victor Records stammt vom 13. August 1924. Nachfolgend entstanden weitere 9 Versionen für andere Plattenfirmen. Die B-Seite The Prisoner's Song (mit Dave Kaplar’s Melodists; veröffentlicht am 3. Oktober 1924) wurde seine erste und einzige #1 der Charts und nachfolgend über 7 Millionen Mal verkauft. Der Prisoner’s Song (angeblich komponiert von Dalharts Cousin Guy Massey) ist in Wirklichkeit eine Verschmelzung von Fragmenten verschiedener anderer Stücke. Als Hauptvorlage diente Here’s Adieu To All The Judges And the Juries, einem englischen Stück aus dem Jahre 1906. Ein weiteres adaptiertes Stück war Meet Me By The Moonlight von J. A. Wade aus dem Jahre 1826, einem bekannten Komponisten der Zeit. Dalhart sang – ohne eine Ausnahme zu machen – bei fast jeder Plattenfirma östlich des Mississippi und nahm den Prisoner’s Song für mindestens 50 Labels mit einem Gesamtumsatz von 25 Millionen Exemplaren auf.
Dalhart produzierte mit hoher Intensität weitere Singles. Allerdings wurde der ehemalige Operetten-Sänger bald von authentischen Hillbilly-Musikern verdrängt. Die Verkaufszahlen seiner Platten ließen nach, als die Aktienkrise des Jahres 1929 auch die Schallplattenindustrie zum Erliegen brachte. Am 1. Mai 1939 hatte er seine letzte Aufnahmesession für RCA Victor, wo insgesamt 6 Titel aufgenommen wurden. Danach war seine Platten-Karriere zu Ende. Er hielt sich noch eine Zeit lang als Gesangslehrer über Wasser, arbeitete dann als Nachtportier in einem Hotel und starb schließlich am 14. September 1948. Er war in diesen Jahren unstrittig größter Star des Genres und der erste Country-Sänger, der landesweite Bekanntheit erreichte und auch im Ausland wahrgenommen wurde.
Obwohl Vernon Dalhart kaum neue musikalische Impulse gesetzt hatte, war er ein wichtiger Wegbereiter für die landesweite Akzeptanz der Country-Musik. Er öffnete fast im Alleingang großen Bevölkerungsschichten den Zugang zur Hillbilly-Musik. Für seine Verdienste wurde er 1981 in die Country Music Hall of Fame aufgenommen.

## Statistik
Unter mehr als 100 verschiedenen Pseudonymen (je nach Quelle zwischen 110 und 133) veröffentlichte er auf über fünfzig Labels zwischen 1915 und 1932 etwa 800 Songs mit einem geschätzten Umsatz von mindestens 75 Millionen Platten, wobei 2/3 nach heutigen Maßstäben der Country-Musik zuzurechnen sind. Sein langjähriger Produzent Ralph Peer gestand im Oktober 1955 dem Magazin Variety: „Vernon Dalhart war nie ein Hillbilly-Interpret. Er besaß die ungewöhnliche Fähigkeit, Hillbilly zu adaptieren, um auch den Geschmack der anderen Bevölkerung zu treffen: er war ein Pseudo-Hillbilly“.

## Diskografie (Auswahl)
Dalharts komplette Diskografie scheitert aus mehreren Gründen. Die hohe Anzahl der Aufnahmen entstand teilweise unter Pseudonymen, und ein großer Teil der Titel wurde parallel für über fünfzig Plattenfirmen aufgenommen. Beispiel ist sein größter Hit The Prisoner's Song: Victor 19427-B, 1924; Columbia 257-D, 1924; Edison 51459, als Vernon Dalhart & Co., 1925; Brunswick 2900, 1925; Bell 340, 1925; Regal 9795, 1925; Cameo 708, 1925; Perfect 12644/Supertone S-2000, 1930; Apex [Kanada] 8428, 1926; Zylinder: Edison [Blue Amberol] 4954, 1925. Deshalb beschränkt sich die nachfolgende Auflistung auf die in der Hitparade notierten oder musikologisch bedeutsamen Titel. Bei den Daten handelt es sich um die Aufnahmedaten.
- Just A Word Of Sympathy / Robert Lewis: I Know I Got More Than My Share (Columbia A2108), September 1916
- Can't Yo Heah Me Callin' Caroline (Blue Amberol 3231), Juli 1917
- There's Egypt in Your Dreamy Eyes (Blue Amberol 3244), August 1917
- Till The Clouds Roll By (mit Kathryn Irving) / You Said Something (Emerson 7192; Starr 7607), August 1917
- Hush-a-bye Ma Baby (mit Marion Evelyn Cox) / The Missouri Waltz (Blue Amberol 3454), April 1918
- Till We Meet Again (mit Gladys Rice) (Blue Amberol 3670), März 1919
- Tuck Me to Sleep (in My Old ’Tucky Home) / B-Seite von Charles Hart & Elliott Shaw (Victor 18807), 1. September 1921
- Al Jolson: April Showers / Weep No More, My Mammy (Columbia A3500), 22. Oktober 1921
- Edwin Dale: That’s How I Believe In You / I Want My Mammy (mit Al Bernard) (Columbia 3520), November 1921
- Dear Old Southland (Amberol 4508), Mai 1922
- Bruce Wallace & Elliott Shaw: Sweetest Little Rose In Tennessee / The Pal That I Loved (Stole The Gal That I Loved) (Okeh 40177), 30. Juli 1924
- Wreck Of The Old 97 / The Prisoner's Song (Victor 19427), 13. August 1924
- In The Baggage Coach Ahead (19. März 1925) / I'll Never Forget My Mother And Home (Victor 19627), (25. Februar 1925)
- The Death of Floyd Collins / Wreck Of The Shenandoah (Victor 19779), 9. September 1925
- The Convict And The Rose / Little Rosewood Casket (Victor 19770), 26. August 1925
- Governor’s Pardon / The Engineer’s Child (Victor 19983), 2. März 1926
- I Lost A Wonderful Pal-Rudolph Valentino / There's A New Star In Heaven Tonight (Columbia 718D), 27. August 1926
- Miami Storm / An Old Fashioned Picture (Columbia 15100D), 23. September 1926
- Al Craver: Wreck Of The Royal Palm Express / Vernon Dalhart: Wreck Of The Number Nine (Columbia 15121D), 14. Januar 1927
- When The Roses Bloom Again / Mississippi Flood (Victor 20611), 27. April 1927
- The Gypsy's Warning / My Carolina Home (Victor 20795) 12. April 1927
- My Blue Ridge Mountain Home (mit Carson Robison) / Oh Dem Golden Slippers (mit Carson Robison) (Victor 20539), 9. März 1927
- Lucky Lindy / Lindbergh (The Eagle Of The USA)  (Columbia 1000D), 24. Mai 1927
- If Your Love Like The Rose Should Die (mit Carson Robison) / Memory That Time Cannot Erase (Victor 21094), 21. Juli 1927
- When The Sun Goes Down Again (mit Charles Hart) / The Old Grey Mare (Banner 2180), 27. Oktober 1927
- Hallelujah! I'm A Bum / The Bum Song (Columbia 1488D), 30. Juli 1928
- Al Craver: The Crow Song / Al Craver: Farm Relief Song (Columbia 15449D), 22. August 1929
- Johnny Darlin’ / You'll Never Take Away My Dreams (Bluebird 8170), April 1939